# Javorský vrch
Javorský vrch (německy Lerchenberg, 617 m n. m.) je výrazný kopec, nejvyšší vrchol okrsku Ústecké středohoří a desátý nejprominentnější ze všech vrcholů Českého středohoří. Nachází se mezi Děčínem (8 km severovýchodně) a Ústím nad Labem (9 km jihozápadně) nad vesnicí Javory, po které získal jméno.

## Přístup
Ze silnice z Javorů směrem na Ústí odbočuje doprava žlutě značená cesta na vrchol Javorského vrchu. Začíná jako polní cestě, od které se po 70 metrech odpojí pěšina, která pokračuje vzhůru podél remízku a po louce až na vrchol. Cesta od odbočky na vrchol měří 0,8 km s převýšením 100 metrů. Žlutá značka se na vrcholu obrací zpátky k silnici, na kterou se vrátí po 0,7 km. Nejhodnotnější výstup vede z Malšovic od hladiny Labe. Ten měří 6 km s výrazným převýšením 500 metrů. Poměrně plochý vrchol umožňuje dobré výhledy všemi směry.

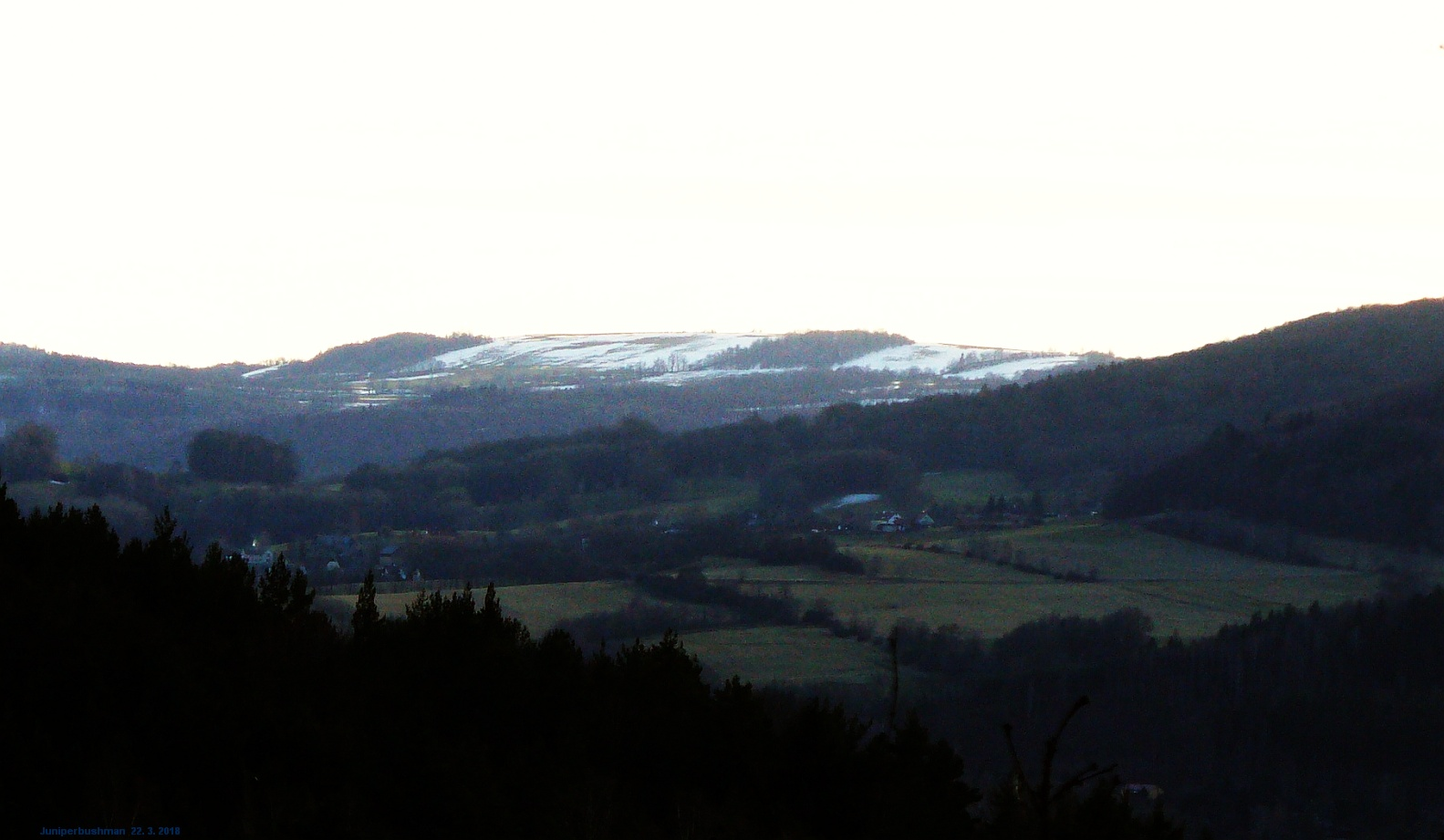
Zimní pohled na Javorský vrch od Jalůvčí
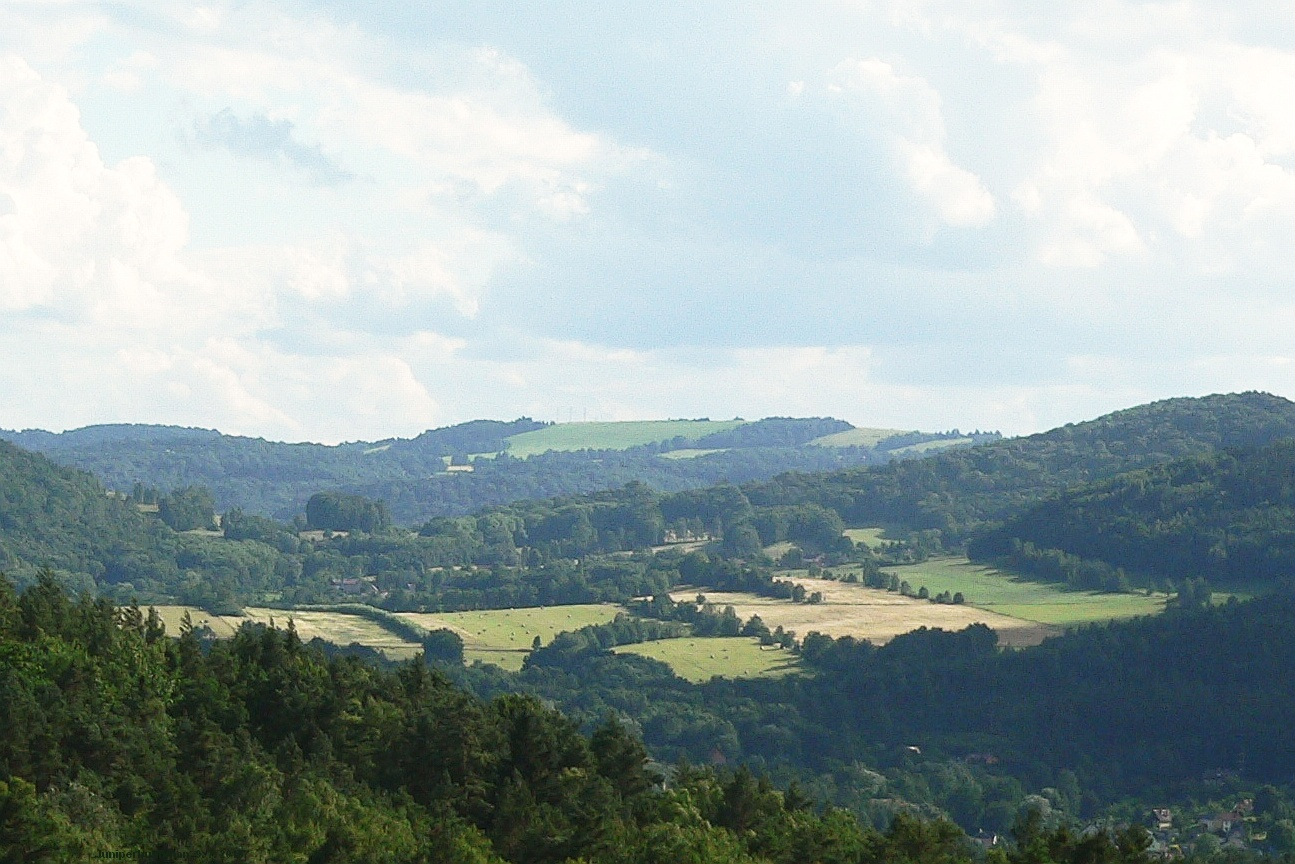
Letní pohled na Javorský vrch od Jalůvčí

## Račí potok

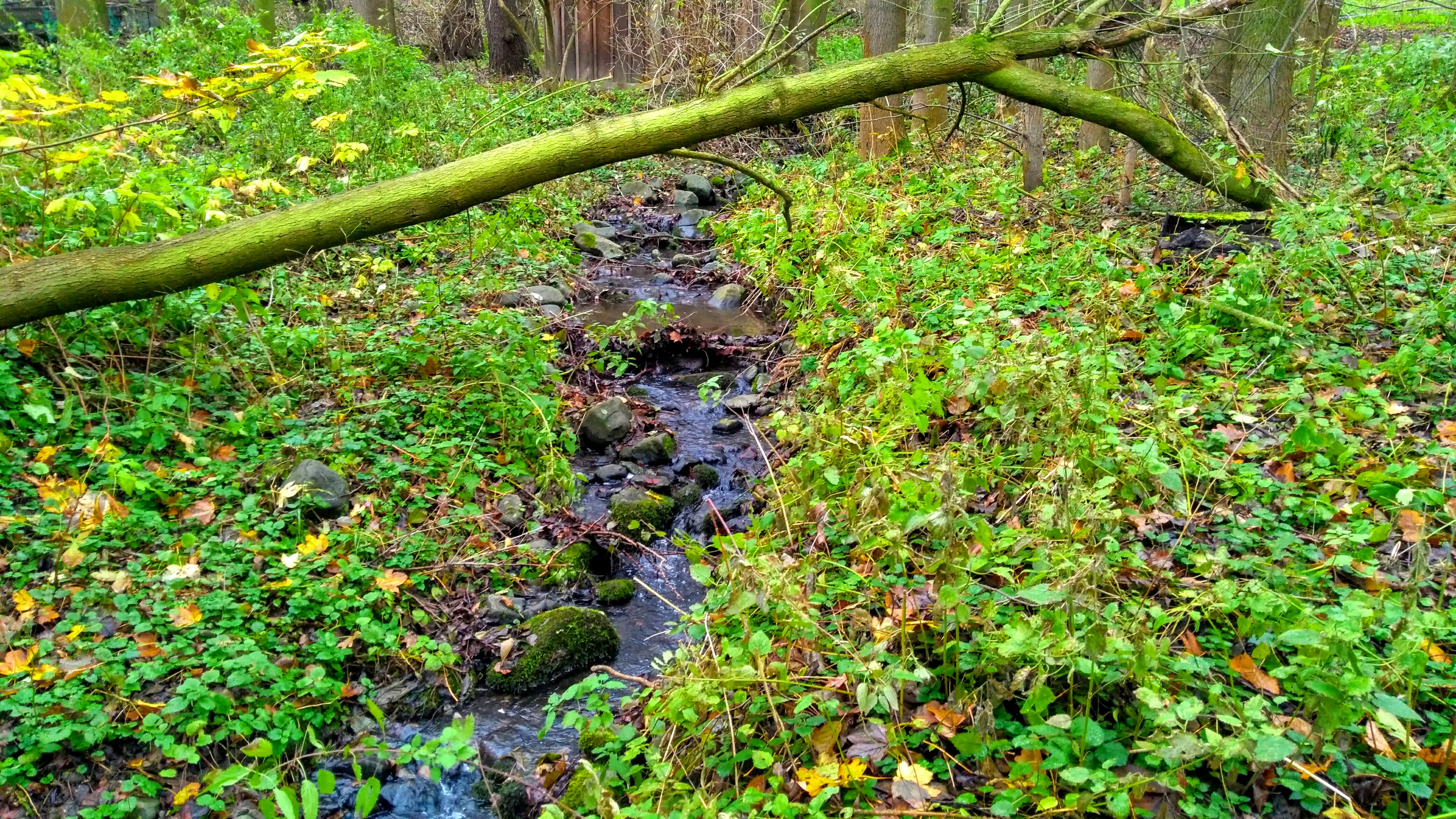
Račí potok u Bohyňských lad

Asi 600 metrů severovýchodně od vrcholu pramení ve výšce 520 m n. m. Račí potok. Zařezává se do zalesněného údolí, protéká obcí Stará Bohyně, za kterou se dostává do přírodní rezervace Bohyňská lada, která vznikla k ochraně orchideových luk s koncentrovaným výskytem mnoha zvláště chráněných druhů rostlin. Poblíž rezervace přijímá Račí potok tři přítoky a po dalším kilometru vtéká do Malšovic a následně do Vilsnic, kde se ve výšce 125 m n. m. vlévá do Labe.